# Ceața (film din 1973)
Ceața este un film românesc din 1973 regizat de Vladimir Popescu-Doreanu. Rolurile principale au fost interpretate de actorii Toma Dimitriu, Adela Mărculescu, Maria Rotaru.

## Distribuție
Distribuția filmului este alcătuită din:
- Constantin Diplan
- Nicolae Praida — Agentul 1
- Mircea Anghelescu — Anton
- Ileana Vîlceanov
- Maria Rotaru — Ioana
- Cornel Ciupercescu
- Chiril Economu — Avocat Păunescu
- Vladimir Găitan — Radu
- Petre Nicolae
- Theo Partisch — Comisar 1
- Dinu Ianculescu — Chestorul
- Emmerich Schäffer — Mihai
- Toma Dimitriu — Profesorul
- Liviu Ciulei — Comisarul șef
- Adela Mărculescu — Paula
- Paul Nadolschi

## Primire
Filmul a fost vizionat de 1.583.990 de spectatori în cinematografele din România, după cum atestă o situație a numărului de spectatori înregistrat de filmele românești de la data premierei și până la data de 31 decembrie 2014 alcătuită de Centrul Național al Cinematografiei.